# Финал Гран-при IAAF
Финал Гран-при ИААФ — легкоатлетические соревнования, организованные международной ассоциацией легкоатлетических федераций. Проводились раз в год с 1985 по 2003 годы. В 2003 году был заменён на всемирный легкоатлетический финал.
На соревнованиях выступали лучшие спортсмены, которые в течение всего спортивного сезона показывали высокие результаты. Такими соревнованиями были: Золотая лига IAAF, IAAF Super Grand Prix и IAAF Grand Prix. На каждом из этапов серии этих соревнований начислялись очки. В сумме эти три серии + финал гран-при IAAF являлись общим гран-при. Таблица начисления очков дана ниже.
В финале гран-при IAAF также начислялись очки, которые суммировались с ранее набранными в других сериях. У кого по сумме было больше всех очков, то и становился победителем. Например в 1999 году победители и призёры финала гран-при получали следующие призовые: 1-е место 50 000 долларов США, 2-е место — 30 000, 3-е место — 20 000 и т. д. В то же время призёры и победители общего гран-при получали следующие призовые: 1-е место — 200 000 долларов США, 2-е место — 100 000, 3-е место — 50 000, 4-е место — 20 000, 5-е место — 15 000 и т. д.
Каждый год в финале были разные дисциплины лёгкой атлетики среди мужчин и женщин.

## Таблица начисления очков
| Место | Финал гран-при IAAF | Золотая лига IAAF | IAAF Super Grand Prix | IAAF Grand Prix |
| ----- | ------------------- | ----------------- | --------------------- | --------------- |
| 1-й   | 24                  | 12                | 8                     | 5               |
| 2-е   | 21                  | 10                | 7                     | 4               |
| 3-е   | 18                  | 9                 | 6                     | 3               |
| 4-е   | 15                  | 8                 | 5                     | 2               |
| 5-е   | 12                  | 7                 | 4                     | 1               |
| 6-е   | 9                   | 6                 | 3                     | —               |
| 7-е   | 6                   | 5                 | 2                     | —               |
| 8-е   | 3                   | 4                 | 1                     | —               |

## Места проведения
| - 1985: Рим, Италия - 1986: Рим, Италия - 1987: Брюссель, Бельгия - 1988: Берлин, Германия - 1989: Монте-Карло, Монако - 1990: Афины, Греция - 1991: Барселона, Испания - 1992: Турин, Италия - 1993: Лондон, Великобритания |  | - 1994: Париж, Франция - 1995: Монте-Карло, Монако - 1996: Милан, Италия - 1997: Фукуока, Япония - 1998 — Москва, Россия - 1999 — Мюнхен, Германия - 2000 — Доха, Катар - 2001 — Мельбурн, Австралия - 2002 — Париж, Франция |